# Torneo di Wimbledon 1987
Il Torneo di Wimbledon 1987 è stata la 101ª edizione del Torneo di Wimbledon e terza prova stagionale dello Slam per il 1987. Si è giocato sui campi in erba dell'All England Lawn Tennis and Croquet Club di Wimbledon a Londra in Gran Bretagna dal 22 giugno al 5 luglio 1987. Il torneo ha visto vincitore nel singolare maschile l'australiano Pat Cash
che ha sconfitto in finale in 3 set il ceco Ivan Lendl col punteggio di 7–6(5), 6–2, 7–5.
Nel singolare femminile si è imposta la statunitense Martina Navrátilová che ha battuto in finale in 2 set la tedesca Steffi Graf. Nel doppio maschile hanno trionfato Ken Flach e Robert Seguso, il doppio femminile è stato vinto dalla coppia formata da Claudia Kohde Kilsch e Helena Suková e nel doppio misto hanno vinto Jeremy Bates con Jo Durie.

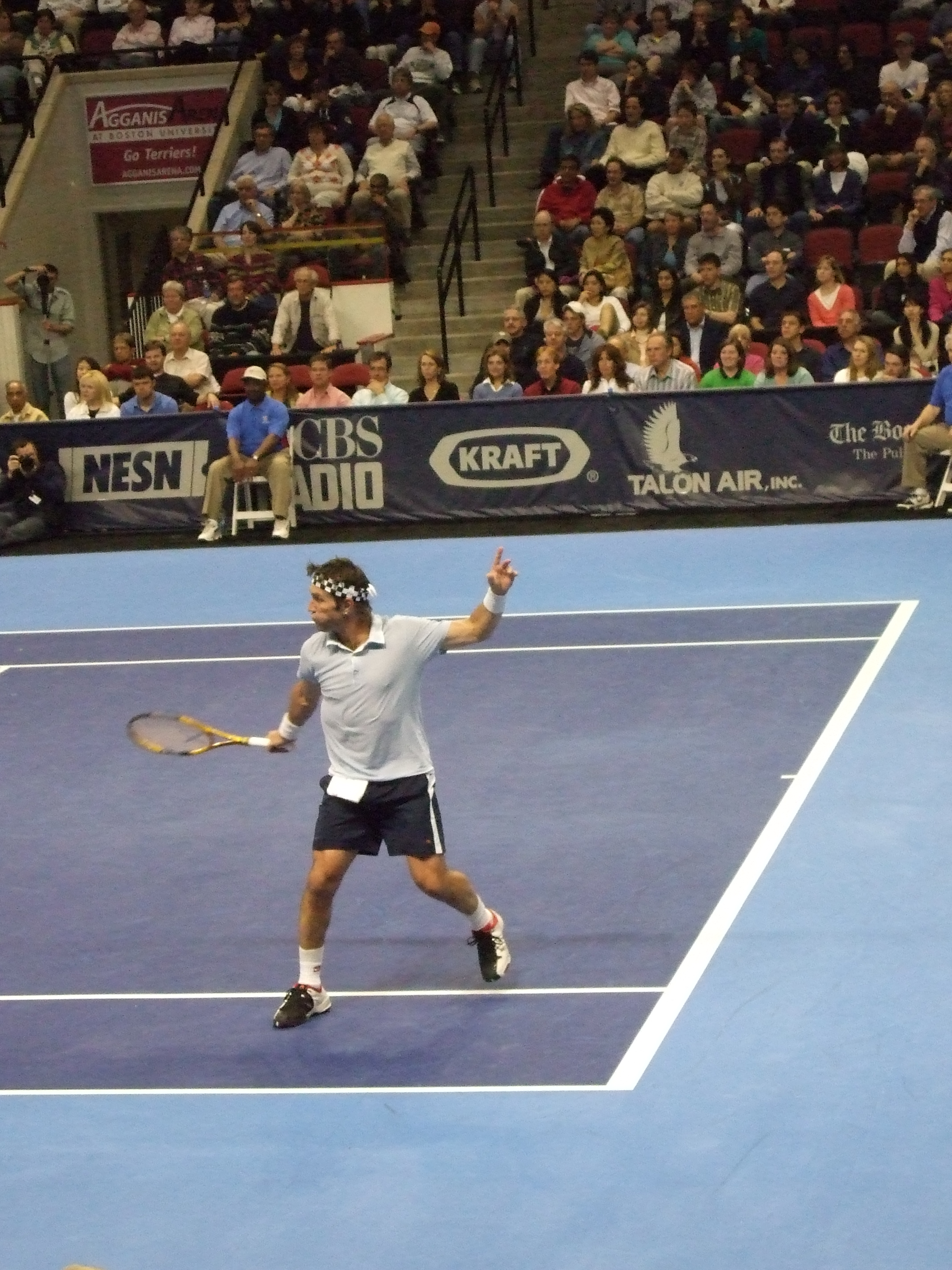
Pat Cash vince a sorpresa il torneo di Wimbledon

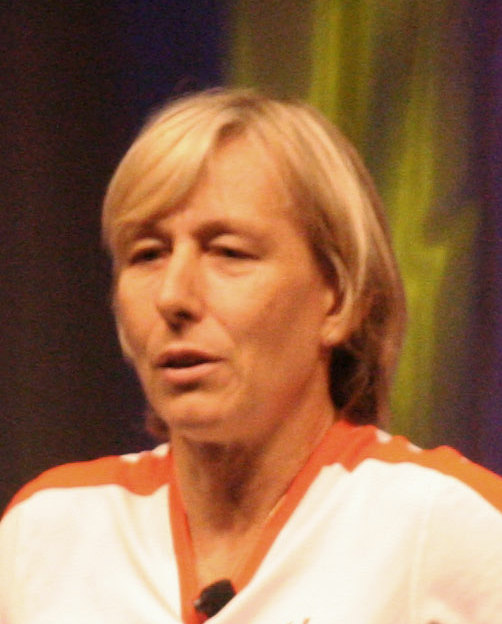
Martina Navrátilová vince l'8º titolo ed eguaglia Helen Wills Moody

## Risultati

### Singolare maschile
Pat Cash ha battuto in finale  Ivan Lendl col punteggio di 7–6(5), 6–2, 7–5

### Singolare femminile
Martina Navrátilová ha battuto in finale  Steffi Graf col punteggio di 7–5, 6–3

### Doppio maschile
Ken Flach /  Robert Seguso hanno battuto in finale  Sergio Casal /  Emilio Sánchez Vicario col punteggio di 3–6, 6(6)–7, 7–6(3), 6–1, 6–4

### Doppio femminile
Claudia Kohde Kilsch /  Helena Suková hanno battuto in finale  Betsy Nagelsen /  Elizabeth Sayers Smylie col punteggio di 7–5, 7–5

### Doppio misto
Jeremy Bates /  Jo Durie hanno battuto in finale  Darren Cahill /  Nicole Bradtke col punteggio di 7–6(10), 6–3

## Junior

### Singolare ragazzi
Diego Nargiso ha battuto in finale  Jason Stoltenberg col punteggio di 7–6(6), 6–4

### Singolare ragazze
Nataša Zvereva ha battuto in finale  Julie Halard col punteggio di 6–4, 6–4

### Doppio ragazzi
Jason Stoltenberg /  Todd Woodbridge hanno battuto in finale  Diego Nargiso /  Eugenio Rossi col punteggio di 6–3, 7–6(2)

### Doppio ragazze
Natalija Medvedjeva /  Nataša Zvereva hanno battuto in finale  Kim Il-soon /  Paulette Moreno col punteggio di 6–2, 5–7, 6–0